# 公开来源情报
公开来源情报（英語：Open Source INTelligence，縮寫：OSINT）是从公开来源收集到的情报 。在情报机构（IC）来看，“公开”是指公然展示的、公众可见的来源（相对于被掩盖或并非公开可见的来源）。
它与开源软件或群体智能无关。

## 情报的公开来源
情报的公开来源包括所有可公开获取的信息，例如:
- 媒体: 报纸、杂志、广播、电视和基于计算机的信息。
- 网络社群和用户生成内容：社交网站、视频分享网站、维基、博客、以及分众分类法。
- 公开数据：政府报告、官方数据（例如预算、人口普查、听证、立法辩论、新闻发布会、演讲、海上及空中安全警报、环境影响评估报告、合同中标等）。
- 观察与报告: 飞机摄影、无线电监听和卫星观察以及其他许多人士都提供了许多可用信息。全球各地的卫星图片，有些常常具备很高的分辨率，使得公开来源情报的能力延伸到了以往只有主流情报机构才能具备的能力。
- 专业与学术活动（包括灰色文献）：会议、研讨会、专业协会、学术论文、专题专家[2]
- 大多数信息都与地理数据相关，但在OSINT方面常常被忽视: 有些公开来源资料也可以是非结构化的。例如：地图、地图集、地名录、港口规划、重力数据、航空数据、导航数据、人类分布数据（如文化和经济上的）、环境数据、商业影像、激光雷达、超多光谱数据、机载成像、地理名称、地理特征、城市地形、垂直阻塞的数据、界标数据、地理空间聚合、空间数据库、web服务。许多信息都可以利用地理信息系统（GIS）进行整合、分析、聚合的。
- 深度网络 - 潜藏在网络表面之下的信息，目前估计网络上绝大多数信息属于此类。[3]

OSINT不同于一般的调查研究（Research），它是为特定的个人或团队量身定制特定的情报处理工作，以支持其必须做出的特定决策。

## OSINT的定义者
美国国家情报总监（Director of National Intelligence，DNI）和美国国防部(DoD)都把OSINT定义为“从公开可用的信息所产生，定期进行搜集、萃取和供应，以满足特定的情报需求。”

## 参与者的风险
专业资深新闻从业人员会注意采取一些自我保护策略，谨慎地提出自己的问题、谨慎地选择自己的研究课题、只从媒体公开报道的内容中搜集信息。即便如此，他们还是有可能因为参与OSINT活动而被监禁甚至更糟糕的对待。个人私自非法搜集有关外军和情报机构的数据资料，在许多国家都会被认为属于间谍行为。当然，不以叛国（叛离他作为公民的那个国家）为意图的间谍行为自古以来就是一种统治管理的手段。